# Водзицкий, Эльяш
Эльяш (Илия́) Водзицкий (1730 — 17 января 1805) — государственный и военный деятель Речи Посполитой, генеральный староста краковский (1783—1800), староста стопницкий и шидлувский, депутат Сейма Репнина 1768 года. Граф Королевства Галиции и Лодомерии (с 1799), член Галицкого Сейма (Галицийских Станов) (с 1782).

## Биография

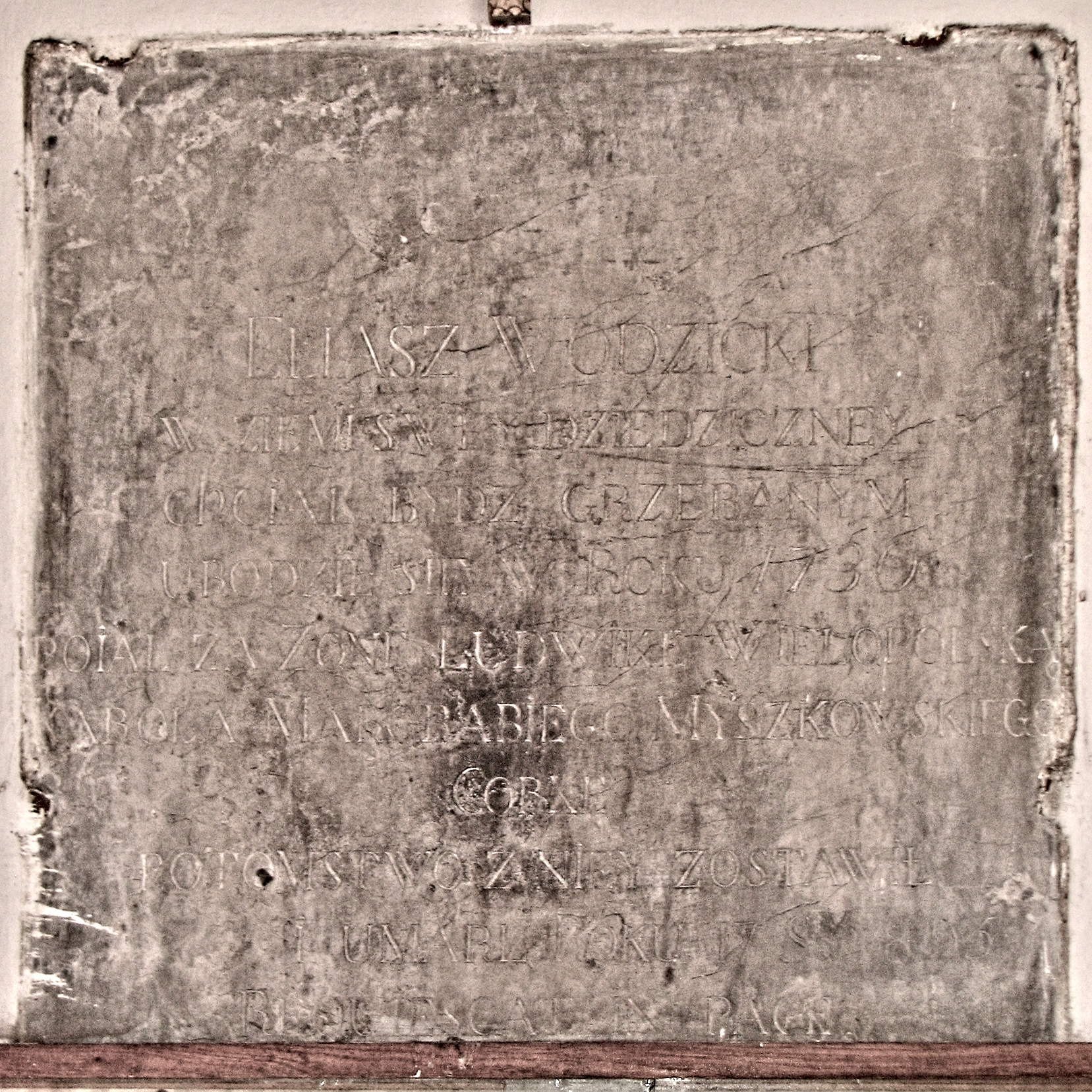
Эпитафия Элиаса Водзицкого на стене колокольни церкви Всех Святых в Кракове-Го́рцэ костельницкей (2008)

Представитель польского дворянского рода Водзицких герба «Лелива». Сын Петра Водзицкого и Констанции Дембиньской.
23 октября 1767 года Эльяш Водзицкий вошел в состав сеймовой делегации, вынужденной под давлением российского посланника князя Николая Репнина, созданной для определения устройства Речи Посполитой.
В 1768 году он был избран послом (депутатом) на Сейм Репнина. Депутат Коронного Трибунала, генерал-майор войск коронных, консуляр генеральной коронной конфедерации в составе Тарговицкой конфедерации.
Кавалер орденов Святого Станислава (1779) и Белого о (1787).
В 1782 году Эльяш Водзицкий был избран депутатом Сейма Королевства Галиции и Лодомерии, а в 1799 году получил графский титул.

## Семья и дети
Был женат на Людвики Велёпольской, дочери графа Кароля Велёпольского (ум. 1773) и Эльжбеты Мнишек (ум. 1746). их дети:
- Эльжбета Водзицкая (1770—1806), муж с 1782 года граф Михаил Бонавентура Потулицкий (1756—1806)
- Юзеф Винцент Водзицкий (1775—1847), женат на княжне Петронелле Яблоновской (ум. 1859).